# León Villa
León Fernando Villa Arango (Medellín, 12 gennaio 1960) è un ex calciatore colombiano, di ruolo difensore.

## Caratteristiche tecniche
Giocava come difensore laterale sinistro. Francisco Maturana
ha evidenziato come sue migliori qualità la dinamicità e la proprietà di palleggio.

## Carriera

### Club
Villa giocò la prima parte della sua carriera nell'Atlético Nacional, dove visse il periodo di successi che il club andino esperì tra la fine degli anni 1980 e l'inizio dei novanta. Aggiudicatasi la Coppa Libertadores 1989, la società di Medellín, difatti, andò a disputarsi la Coppa Intercontinentale a Tokyo contro il Milan; Villa non fu però presente in tale partita, venendo sostituito da Pérez. Lasciato l'Atlético Nacional nel 1992, giocò ancora due stagioni nel Deportes Quindío prima di terminare la carriera, a trentaquattro anni.

### Nazionale
Durante la Copa América 1989 fu impiegato scarsamente da Maturana, che lo considerava prevalentemente una riserva di Hoyos, e Villa sostituì il compagno solo nell'incontro di debutto della Nazionale colombiana contro il Paraguay. Durante il campionato del mondo 1990 invece non fu mai impiegato, chiuso com'era da Gómez, e concluse la manifestazione con un minutaggio nullo.

## Palmarès

### Club

#### Competizioni nazionali
- Campionato colombiano: 1

Atlético Nacional: 1991

#### Competizioni internazionali
- Coppa Libertadores: 1

Atlético Nacional: 1989
- Coppa Interamericana: 1

Atlético Nacional: 1989